# Ankenævnet for Forsikring
Ankenævnet for Forsikring er et dansk ankenævn, der behandler klager fra private forbrugere om forsikrings- og pensionsforhold.
Nævnet blev oprettet i 1975 af Forbrugerrådet Tænk og Forsikring & Pension. Det er et privat ankenævn, der er godkendt af Erhvervsministeriet. Nævnets medlemmer er udpeget af Forbrugerrådet Tænk og Forsikring & Pension.
Nævnet behandler klager for forbrugere over deres egne forsikringer vedrørende et konkret økonomisk mellemværende. Derudover kan der først klages til ankenævnet, når der er klaget til forsikringsselskabet over afgørelsen, og forsikringsselskabet har fastholdt sin afgørelse eller har undladt at besvare klagen. 
Nævnet behandler årligt ca. 1.500 klagesager. Formand er højesteretsdommer Jens Kruuse Mikkelsen.